# Fundación Salvador Allende
La Fundación Salvador Allende es una fundación chilena dedicada a conservar el legado histórico y material del expresidente de Chile, Salvador Allende Gossens. Fue creada en 1990 por Hortensia Bussi de Allende, sus hijas Carmen Paz e Isabel Allende, y su nieto Gonzalo Meza, al recuperarse la democracia en Chile, después de 17 años de dictadura militar.

## Objetivos
Su objetivo principal es promover los valores de justicia social, solidaridad y libertad que inspiraron la vida del Presidente Salvador Allende, de cara a las nuevas generaciones del siglo XXI. En este contexto, la Fundación desarrolla sus programas para difundir el legado de Allende, y mantener vivas las ideas socialistas y democráticas que guiaron su trayectoria y liderazgo.

## Historia
La primera iniciativa que se llevó a cabo fue la realización del Funeral de Estado al Presidente Salvador Allende, trayendo sus restos mortales de la tumba de la familia Grove, en el Cementerio de Santa Inés en Viña del Mar, donde fue sepultado clandestinamente con la sola presencia de su viuda, el día 12 de septiembre de 1973, antes de partir a su largo exilio en México. El Presidente Patricio Aylwin (DC), primer mandatario elegido por votación popular tras la dictadura de Augusto Pinochet, asumiendo en marzo de 1990, promocionó junto a la familia Allende-Bussi la realización de tan emblemático acto. El 4 de septiembre de 1990 —recordando la fecha en que se elegía a los presidentes antes del quiebre de la democracia— se realizaron las exequias finales, creándose el Mausoleo Salvador Allende en el Cementerio General de la ciudad de Santiago. 
Durante los años noventa, la Fundación se abocó a la búsqueda e instalación de la sede definitiva del Museo de la Solidaridad Salvador Allende, para reunir la colección de obras de artes que se fueron sumando a la gestión inicial del presidente Allende durante su gobierno. Este museo es único en el mundo ya que todas las obras han sido donadas por distintos artistas de todo el mundo, en homenaje a la figura de Allende, y corresponde a uno de los fondos artísticos más importantes de arte contemporáneo, siendo probablemente uno de los museos más relevantes de América Latina. Actualmente la colección alcanza cerca de 3000 obras y se ha ampliado a los años 1980, 1990 y comienzos del siglo XXI, ya que continúan las donaciones tanto en el país como en el exterior, y su exhibición se realiza en su sede actual, ubicada en la calle República 475, Santiago de Chile
De igual manera, la Fundación Salvador Allende ha conformado un Centro de Documentación que reúne los principales libros, artículos, revistas, documentos, prensa, afiches, fotografías, películas, discursos, condecoraciones y medallas del Presidente Allende, y que son un acervo relevante para la memoria histórica de Chile. Además, en su actual sede se encuentra el Memorial de Salvador Allende, donde se encuentran objetos personales del Presidente, discursos magnetofónicos y discursos destacados, unidos en la Sala de las Voces y la Sala de las Imágenes. Este Centro de Documentación es asiduamente visitado por escolares, estudiantes universitarios, y de postgrados, especialmente de América y Europa. 
También la Fundación promovió la instalación del Monumento de Salvador Allende en la Plaza de la Constitución, que se encuentra emplazado en la esquina de las calles Morandé y Moneda, frente al Palacio de La Moneda, y que fue elaborado por el escultor Arturo Hevia, y es el más visitado de los distintos monumentos presidenciales que hoy se encuentran en este lugar.

## Seminarios
Asimismo, la Fundación ha efectuado seminarios en temáticas de género, con jóvenes, el mundo del trabajo, y también ha promovido procesos de reflexión en torno a Salvador Allende, en jornadas talleres y publicaciones. Promueve y apoya iniciativas en otras regiones del país, como en países hermanos, a través de contrapartes institucionales, políticas y culturales, que digan relación con Salvador Allende, el socialismo y la democracia.
Otras de las actividades relevantes fueron los seminarios efectuados por la Central Unitaria de Trabajadores (CUT) y de la Central General de Trabajadores de Italia (CGIL), la primera en Santiago y la segunda en Roma, para reflexionar sobre el papel de Allende para la obtención de mayores y mejores derechos laborales.

## Iniciativas
Entre las iniciativas más masivas que la Fundación Salvador Allende ha realizado está la conmemoración de los 25 años de la muerte del Presidente Allende, con una gran jornada musical en el Estadio Nacional, en 1998, con la participación de los artistas españoles Ana Belén, Joan Manuel Serrat y Víctor Manuel. También en 2003, al cumplirse 30 años del golpe de Estado, en el mismo emblemático estadio, durante dos días del mes de septiembre, los artistas latinoamericanos celebraron su figura. Silvio Rodríguez, Julieta Venegas, Gilberto Gil, Pedro Aznar, Quilapayún, Javiera Parra y Los Imposibles, Los Prisioneros, Anita Tijoux, Cesar Isella, Víctor Heredia, Pettinellis León Gieco, fueron algunos de los artistas que participaron gratuitamente para cerca de 80 000 personas, especialmente jóvenes que bailaron y re-conocieron a Salvador Allende.

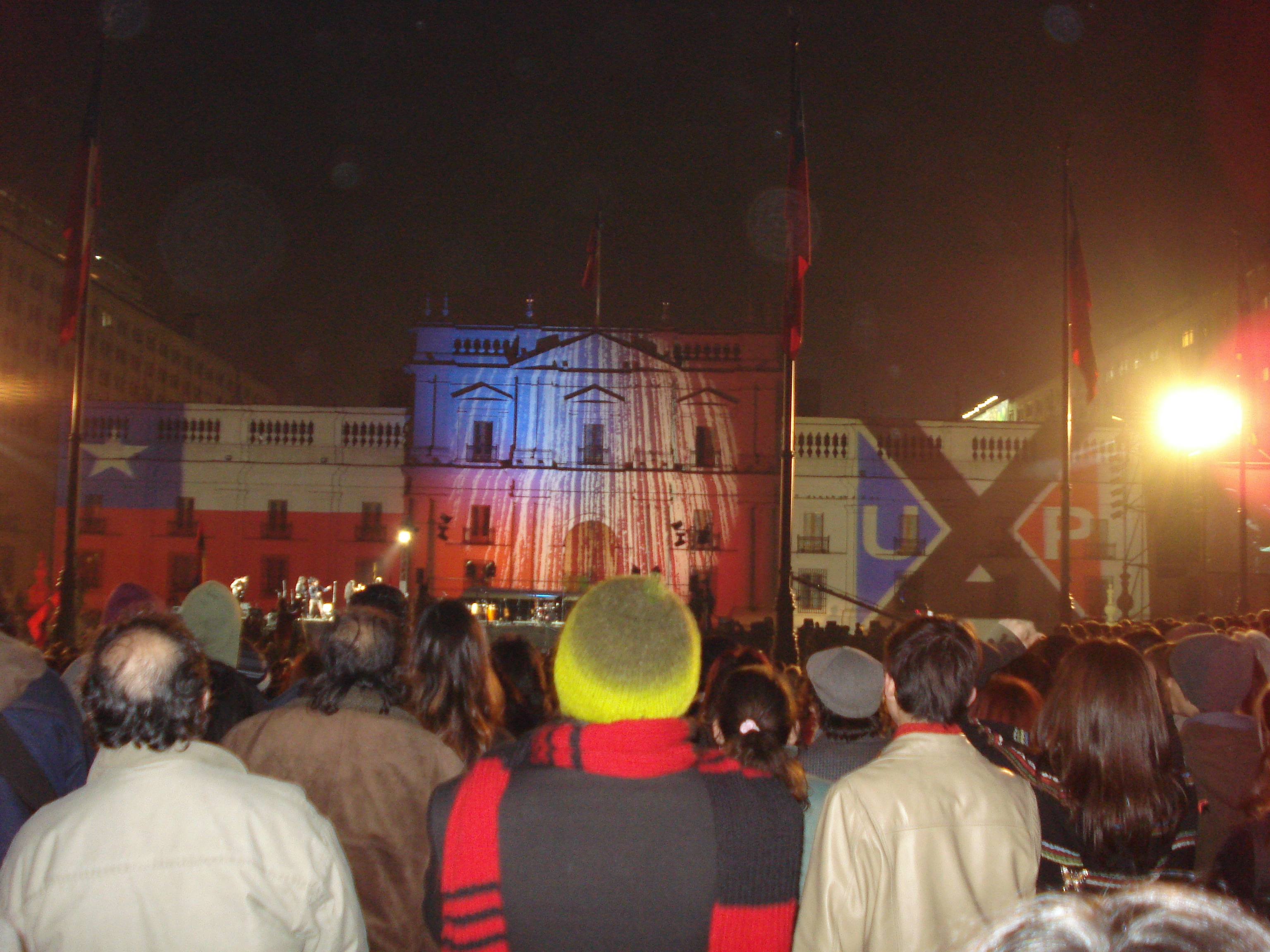
El Palacio de la Moneda, durante la celebración del centenario de Salvador Allende.

Durante el 2008, entre el 26 de junio de ese año al 26 de junio de 2009, se conmemoró el Centenario del Natalicio de Salvador Allende, al cumplirse 100 años desde su nacimiento. Las actividades principales realizadas el mismo 26 de junio fueron la exposición "Homenaje y Memoria", organizada en conjunto con SEACEX (Sociedad Estatal para la Acción Cultural en el Exterior) del gobierno de España, bajo la curatoría del crítico de arte español, Mariano Navarro e inaugurada por la presidenta de la República de Chile, Michelle Bachelet y la diputada Isabel Allende, en el Centro Cultural Palacio La Moneda. También la elaboración y presentación de un sello postal en homenaje al Presidente Allende, realizado por la empresa pública, Correos de Chile y presentado públicamente; y el acto político-cultural realizado en la Plaza de la Constitución, frente al Palacio de La Moneda, junto a la instalación de la obra "Nunca Más", del artista plástico, Carlos Altamirano, correspondiente al trozo del lente de Allende, encontrado en La Moneda después del bombardeo al palacio presidencial, en tamaño gigante.

## Otras realizaciones
Igualmente, la realización de la Cátedra Presidencial "Salvador Allende", en La Moneda, con la participación de la ex Ministra Clarisa Hardy; el Premio Nacional de Historia, Gabriel Salazar; el rector de la Universidad Diego Portales, Carlos Peña el sociólogo, Eugenio Tironi; el historiador Joaquin Fermandois, e inaugurada por la presidenta Bachelet. Las "Cien Canciones por Allende", correspondiente a la presentación hecha por Intillimani en la Plaza Constitución fue otro de los homenajes destacados, al ofrecer un repertorio de 100 obras que pudo disfrutar el público en forma gratuita, por más de 12 horas.
Los Trabajos Voluntarios realizados por el Comité Juvenil "Centenario Salvador Allende", constituido por las juventudes políticas y organizaciones sociales juveniles, retomaron una iniciativa que se inició en los años 60 en el marco de las campañas presidenciales de la izquierda chilena y fue una expresión de cómo los jóvenes quisieron expresarse en este período. Pero no sólo de esta manera, sino también a través de festivales de la canción, con campeonatos de fútbol y escritos que fueron quedando virtualmente en la página web de la Fundación Salvador Allende.
De igual manera, las regiones de Chile se expresaron y es así como en la ciudad de Rancagua se efectuó un acto político-cultural en torno a la Nacionalización del Cobre, con la participación de todos sus parlamentarios y principales autoridades, quienes instalaron una placa recordatoria y presentaron distintas miradas en torno a la importante decisión política tomada por Allende en 1971. También, el Museo de la Solidaridad Salvador Allende, estuvo presente con una muestra itinerante que llegó a las ciudades de La Serena, Rancagua, Talca, Puerto Montt y Puerto Williams. Asimismo, charlas, seminarios, ciclos de cine, fueron otras de las actividades que se presentaron en todo Chile, unidos a los nombramientos de calles, centros culturales y plazas que fueron nominadas como homenaje al centenario.
Las exposiciones fotográficas del fallecido fotógrafo uruguayo Naúl Ojeda y del artista argentino Gustavo Germano, "Ausencias", fueron también parte de los testimonios que quedaron en el Centenario. La primera es una selección de fotografías inéditas que Ojeda tomó durante el período de la Unidad Popular (1970-1973) y los primeros meses de la dictadura militar; y la segunda un trabajo realizado con fotografías de personas que fueron desparecidas en la dictadura militar de Argentina, recreando la imagen con quienes están vivos hoy.
El concierto "Cien Años Mil Sueños" convocó a artistas como Víctor Manuel, Ana Belén, Joaquín Sabina, Ismael Serrano, Miguel Ríos, Pedro Aznar, Juanes, Miguel Bosé, Isabel Parra, Congreso, Quilapayún, Illapu, Kevin Johansen, Ángel Parra, Chancho en Piedra, Javiera y los Imposibles, Miguel García, Valentín Letelier, fueron parte del gran número de artistas nacionales e internacionales que se reunieron durante dos días en el Estadio Nacional para celebrar el cumpleaños de Allende. Asimismo, un grupo de los principales actores teatrales como Francisco Reyes, Claudia di Girolamo, Amparo Noguera, Ximena Rivas, entre otros realizaron una performance, dirigida por Mauricio Celedón, inspirado en las 40 medidas de la Unidad Popular.
El libro "Salvador Allende, Fragmentos para una historia" reunió a distintos historiadores y académicos de España y Chile, quienes entregaron sus distintas miradas sobre Allende, más allá del trágico suceso del 11 de septiembre de 1973, y fue presentado en la Fundación por la diputada Carolina Tohá, el Rector de la Universidad Diego Portales, Carlos Peña, y el exministro del Interior, Belisario Velasco.
De esta manera, actos culturales, seminarios, libros, películas, exposiciones de arte, recitales, cantatas, calles, plazas, monumentos, sellos postales, canciones, fueron expresión durante el 2008 y el 2009 de lo que Salvador Allende representa para Chile y el mundo. Como el programa realizado por Televisión Nacional de Chile, donde votaron más de 4 millones de personas en forma virtual, y que hicieron que Allende fuera elegido el Gran Chileno del Bicentenario.

## Hortensia Bussi de Allende
De igual forma, la Fundación Salvador Allende junto a la familia Allende Bussi, estuvieron a cargo de las exequias y los homenajes finales ante el fallecimiento de Hortensia Bussi de Allende, más conocida como Tencha y que falleció el 18 de junio de 2009. Se cerraron así, simbólicamente, los actos del Centenario, a través de los actos realizados el 18, el 19 y el 20 de junio de 2009, donde el pueblo de Chile despidió sus restos en el ex Congreso Nacional, en la Catedral Metropolitana, en la Puerta de Morandé 80, en el Monumento a Salvador Allende en la Plaza Constitución, en la Pérgola de las Flores, y en la Catedral Metropolitana donde descansan sus restos mortuorios, en el Mausoleo Allende Bussi, junto al "Chicho" y su hija Beatriz.